# ブルターニュ料理
ブルターニュ料理（フランス語: Cuisine locale de Bretagne）は、フランスの郷土料理の一つ。ブルターニュは、フランスの北西部に位置し、英仏海峡に面しており、また大西洋にも突出して、ケルトの文化も受け継いで独自の文化を育んできた。
特産品として、オマール海老や牡蠣、またバターや乳製品も有名で、これらを使った料理なども特徴になっている。

## 概要

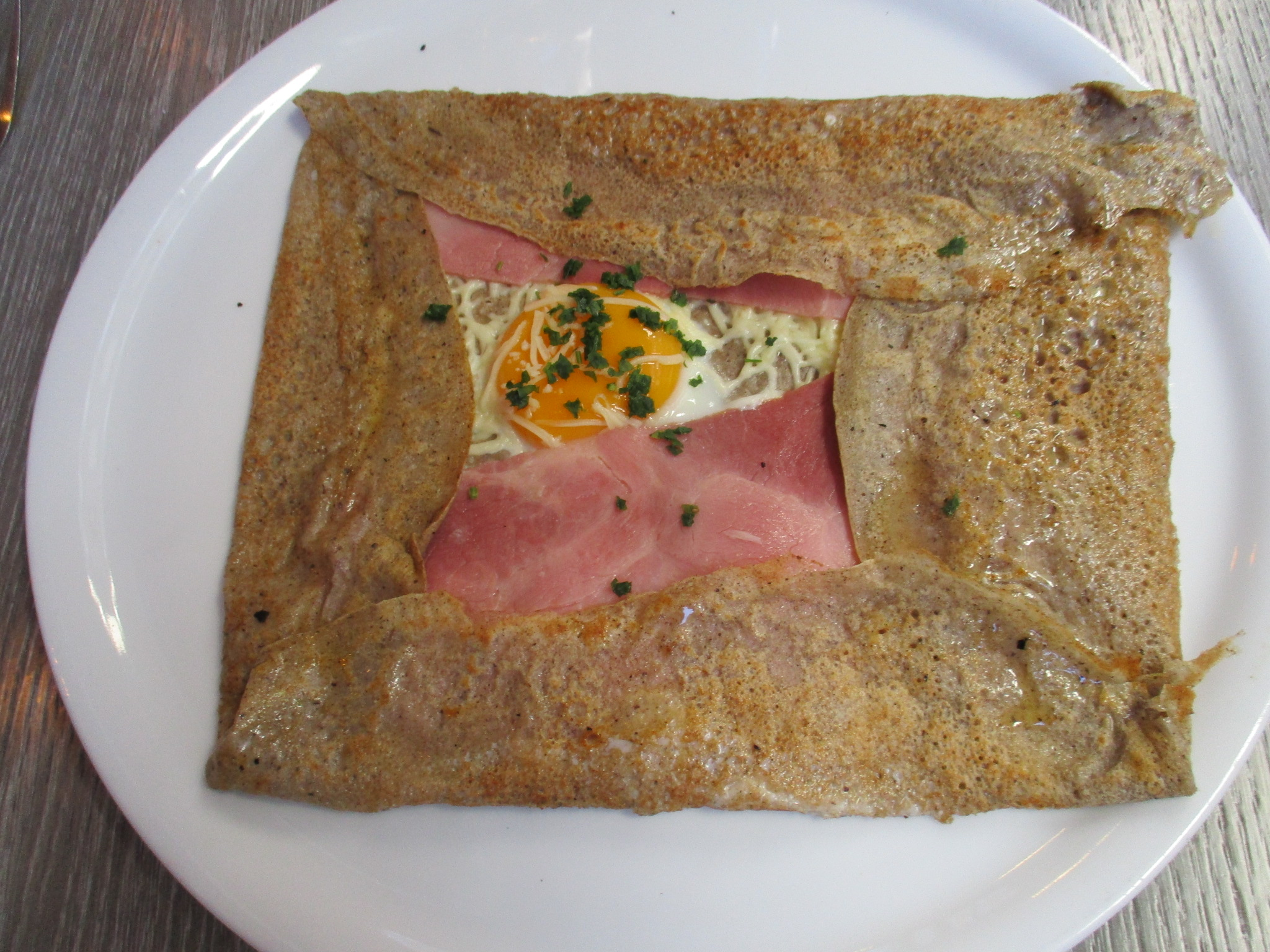
ガレット

ブルターニュ地方は、「小麦が栽培できない貧しい土地のため、ソバを栽培し、ソバのクレープを常食にしている」とも言われている。実際には、アーティチョークの生産量ではフランス国内の95パーセント、カリフラワーでは90パーセントをブルターニュ産が占めているなど、内陸部では野菜の栽培も盛んであり、フランスを代表する野菜の産地である。
ソバが主食となっているのは確かであり、パン、クレープ、粥にと利用されており、中でもガレットはブルターニュを代表する料理で、様々な具材を用いるバリエーションがある。
養鶏、養豚、酪農も盛んであり、特にバターには定評がある。

## 特徴

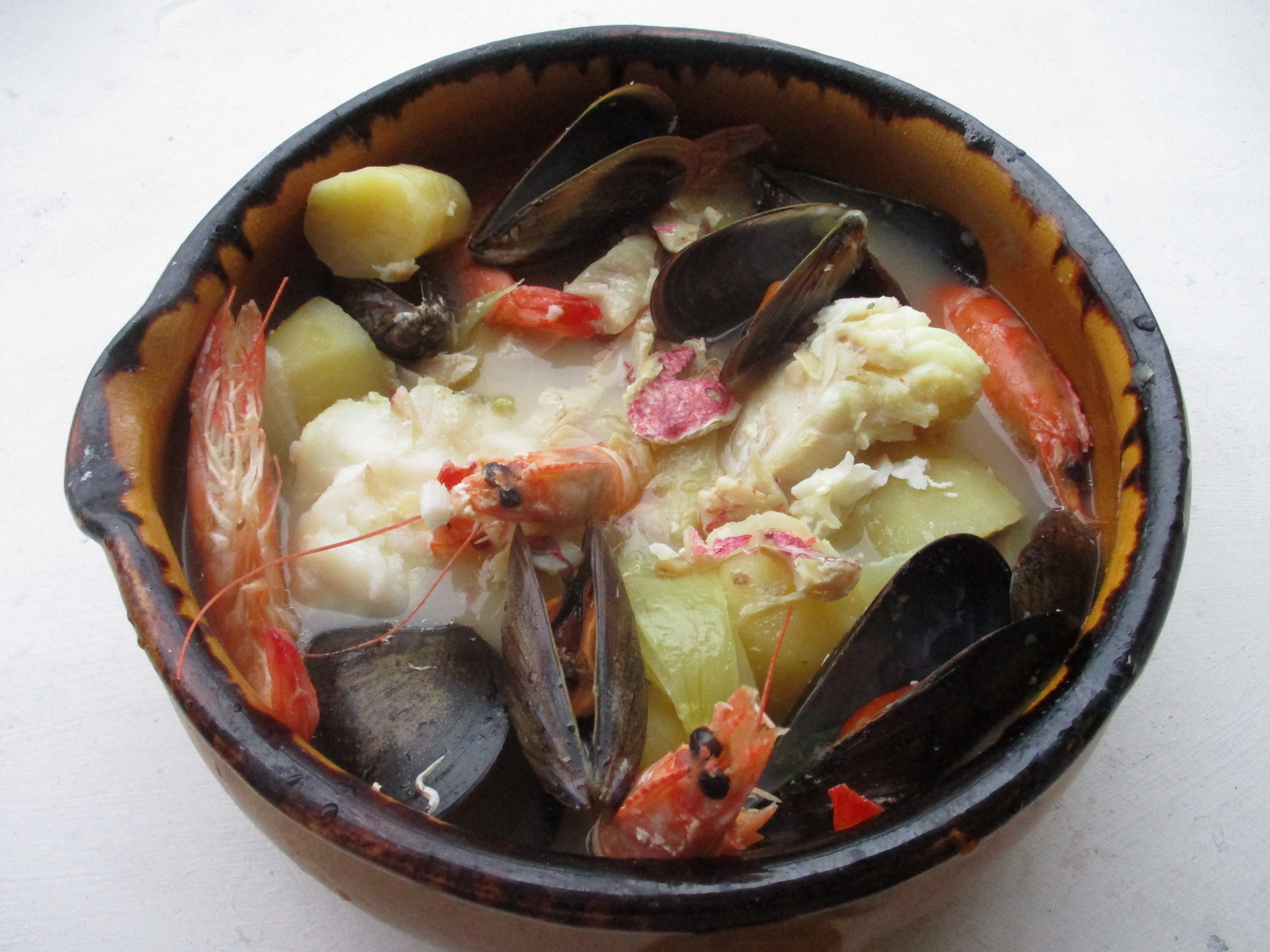
コートリアード

ノルマンディー料理がクリームやバターを多用するのと比べると、ブルターニュ料理は新鮮な魚介類や肉類、野菜をそのまま食べされるのが特徴と言える。
コートリアードは「ブルターニュ風ブイヤベース」とも言える魚介類の煮込み料理であるが、地中海側のブイヤベースがサフランやウイキョウの香りを利かせているのに対し、コートリアードはあっさりとしたトマト味に魚介の出汁、ブルターニュ産の野菜が入る。

## 代表的な食材

### 野菜と果物

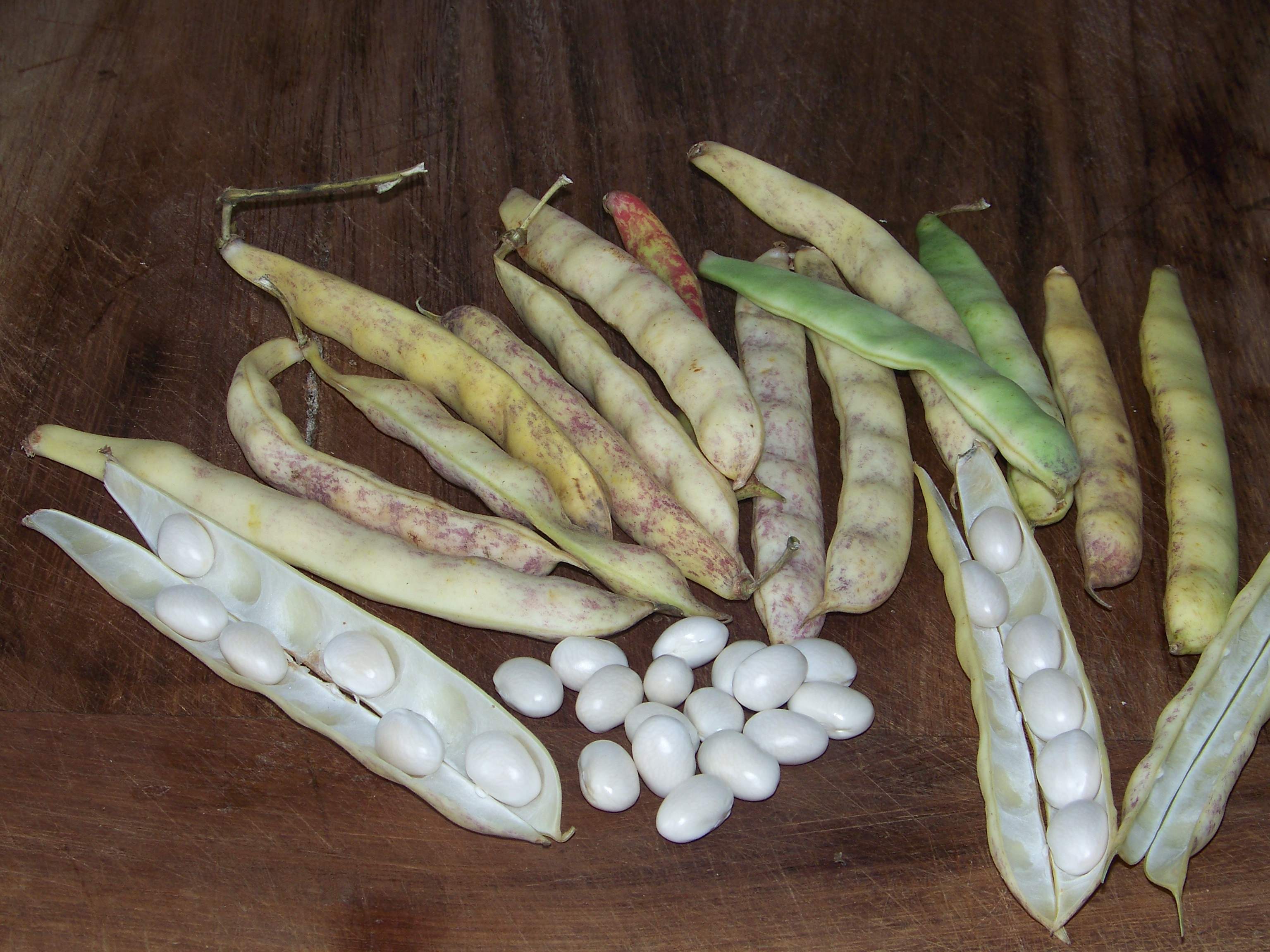
パンポル豆

- アーティチョーク[2]
- カリフラワー[2]
- パンポル豆（フランス語版） - パンポル（英語版）産の白インゲン豆[2]。
- イチゴ - 「プルガステル産のイチゴ」は美味なイチゴの代名詞ともなっている[2]。

### バター
バターを用いるのも、ブルターニュ料理の特徴となっており、バターを用いない料理や菓子はほとんどない。
フランス国内では無塩バターを使用するのが一般的であるが、ブルターニュではゲランド産の塩を練りこんだ有塩バターが使われる。
フランスでは塩税（ガベル）が中世より課せされていたが、ブルターニュ地方は著名な塩の産地があったことから、免税されていた。塩が安く購入できることから、バターの保存期間を伸ばす目的で塩を加えるバターが発達した。

### 豚
ブルターニュ地方では「肉」と言えば、長らく「豚肉」であった。養豚は現代でも盛んであり、フランス国内豚の総生産量の約半数をブルターニュ産が占めている。
ブルターニュ風パテ、レンヌ風パテ、ゲネメのアンドゥイユなど、シャルキュトリーも個性的なものが多い。

### オイルサーディン缶
18世紀に缶詰が発明されると、オイル漬けにしたイワシの缶詰も作られるようになった。1824年にはナントに世界初となる缶詰工場が操業し、魚の缶詰は一大産業として発展した。
定番の食し方としては、バターを塗ったパン・ド・カンパーニュにオイルサーディンを乗せて食べる。そのままグリエする、ほぐしてリエットにする、パテと合わせてという食べ方もよくされる。

### 魚介類
天然の牡蠣は希少ではあるものの、ブルターニュの海岸線に沿って養殖場が点在しており、一大産地として知られている。フランス国内のヨーロッパヒラガキはほとんどがブルターニュ産である。
ブルターニュ産のオマールエビは「オマールブルー」と称され、世界最高峰とされる。

## 代表的な料理
- ガレット・ブルトンヌ
- キッカ・ファルス[3]

### 菓子

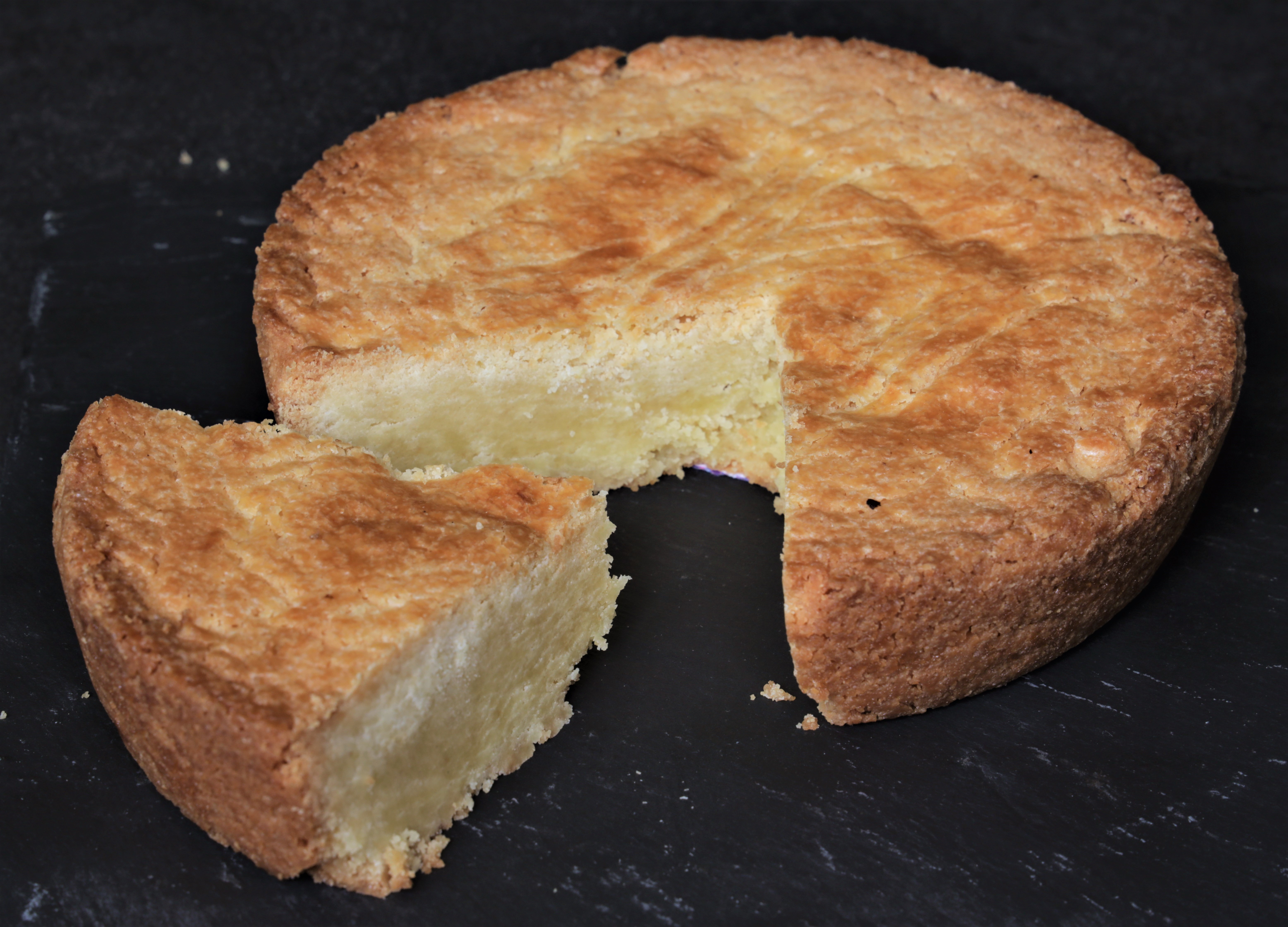
ガトー・ブルトン

上述のようにブルターニュ地方は良質は有塩バターの産地であり、有塩バターを使用した菓子が代表的な菓子にも挙げられる。
- クイニーアマン[4]
- ガレット・ブルトンヌ[4]
- ガトー・ブルトン（フランス語版） - 半生焼きの菓子。大判のガレット・ブルトンヌで、よりしっとりしている[4]。
- ファーブルトン[4]

### 飲料

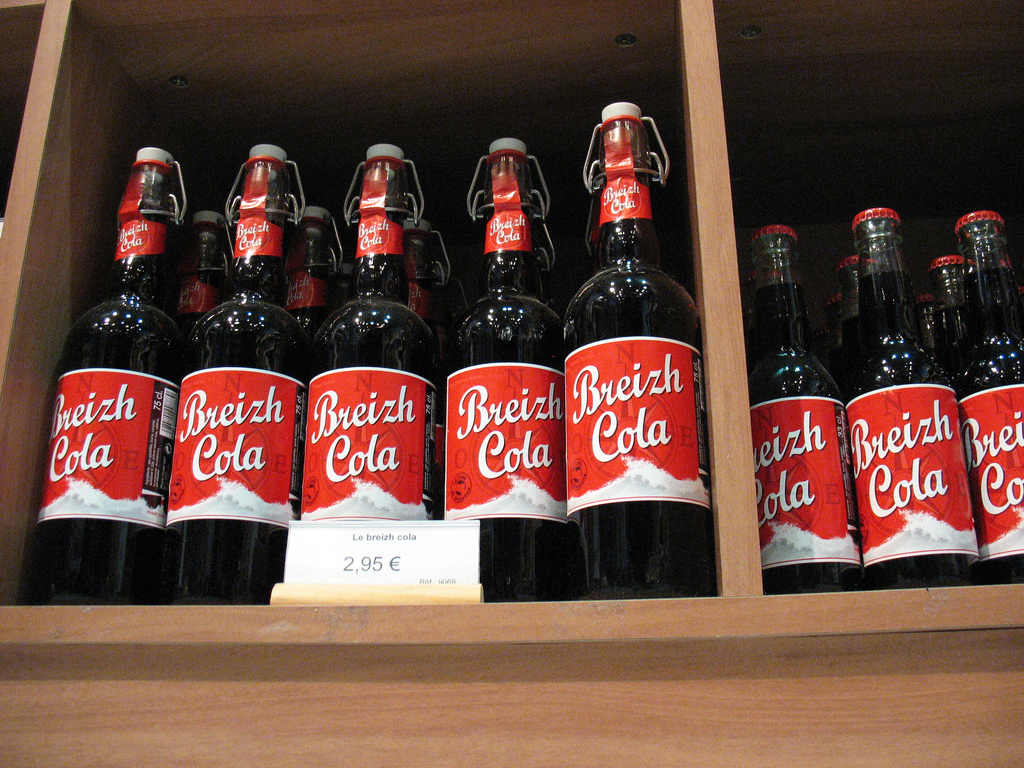
ブレイズ・コーラのボトル

- ブレイズ・コーラ（英語版） - ブルターニュ産のコーラ[5]。

#### 酒

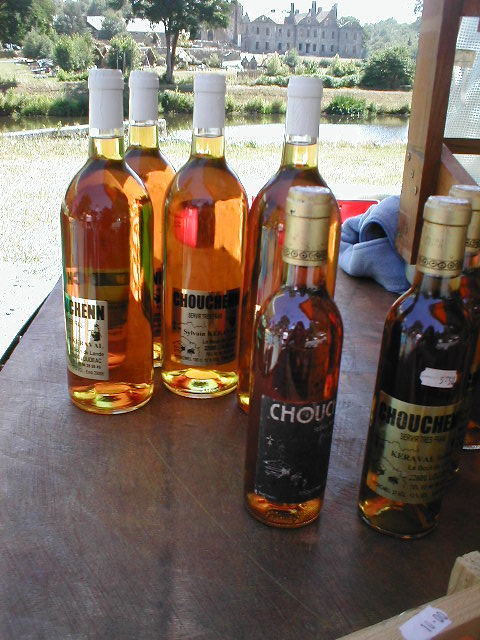
シュシェン

ブルターニュ地方では、6世紀ごろから作られているリンゴから作る発泡酒のシードルが代表的な酒である。産地によって香りや味わいは異なるが、クレープとシードルを組み合わせるのは定番となっており、クレープ屋では必ずシードルも販売している。
蜂蜜酒のシュシェン、ソバ粉から作られるウイスキーのエデュ（Edd、ィスティルリ・デ・メニール社製造）も代表的な酒である。
近年は、地ビールも盛んになっており、「海水から作ったビール」というのもある。